# I liga polska w piłce siatkowej kobiet (1966/1967)
I liga polska w piłce siatkowej kobiet 1966/1967 – 31. edycja rozgrywek o mistrzostwo polski w piłce siatkowej kobiet.

## Drużyny uczestniczące
| | I liga 1966/1967  |   |      |
| --- | ----------------- | - | ---- |
| WAR | AZS AWF Warszawa  | 1 | PEMK |
| KRA | Wisła Kraków      | 2 |      |
| ŁÓD | Start Łódź        | 3 |      |
| LEG | Legia Warszawa    | 4 |      |
| GDY | Start Gdynia      | 5 |      |
| GDA | AZS Gdańsk        | 6 |      |
| WRO | Odra Wrocław      | 7 |      |
| KAT | Kolejarz Katowice | 8 |      |
| ŚWI | Polonia Świdnica  | 9 |      |
| | Awans z II ligi   |   |      |
| WRO | Gwardia Wrocław   |   |      |
| WAR | Spójnia Warszawa  |   |      |
| CZE | Częstochowianka   |   |      |
| Oznaczenia: - kolumna pierwsza – skróty nazw drużyn wpisane na mapie (jeśli ta została zamieszczona), - kolumna trzecia – miejsce zajęte przez daną drużynę w poprzednim sezonie. |                   |   |      |

## Rozgrywki
Tabela
| Lp. | Drużyna           | Pkt | Mecze | Mecze | Mecze | Sety | Sety | Sety  |
| Lp. | Drużyna           | Pkt | M     | W     | P     | wyg. | prz. | ratio |
| --- | ----------------- | --- | ----- | ----- | ----- | ---- | ---- | ----- |
| 1   | Wisła Kraków      | 41  | 22    | 19    | 3     | 62   | 19   | 3.263 |
| 2   | Legia Warszawa    | 41  | 22    | 19    | 3     | 61   | 18   | 3.389 |
| 3   | Start Łódź        | 38  | 22    | 16    | 6     | 53   | 29   | 1.828 |
| 2   | AZS Gdańsk        | 36  | 22    | 14    | 8     | 45   | 36   | 1.250 |
| 5   | AZS AWF Warszawa  | 35  | 22    | 13    | 9     | 51   | 36   | 1.417 |
| 6   | Polonia Świdnica  | 35  | 22    | 13    | 9     | 45   | 40   | 1.125 |
| 7   | Start Gdynia      | 34  | 22    | 12    | 10    | 46   | 39   | 1.179 |
| 8   | Spójnia Warszawa  | 29  | 22    | 7     | 15    | 29   | 49   | 0.592 |
| 89  | Gwardia Wrocław   | 29  | 22    | 7     | 15    | 31   | 47   | 0.660 |
| 10  | Kolejarz Katowice | 28  | 22    | 6     | 16    | 33   | 57   | 0.579 |
| 11  | Odra Wrocław      | 28  | 22    | 6     | 16    | 29   | 54   | 0.537 |
| 12  | Częstochowianka   | 22  | 22    | 0     | 22    | 5    | 66   | 0.076 |

     spadek do II ligi

## Klasyfikacja końcowa
| Miejsce | Drużyna           |
| ------- | ----------------- |
| 1.      | Wisła Kraków      |
| 2.      | Legia Warszawa    |
| 3.      | Start Łódź        |
| 4.      | AZS Gdańsk        |
| 5.      | AZS AWF Warszawa  |
| 6.      | Polonia Świdnica  |
| 7.      | Start Gdynia      |
| 8.      | Spójnia Warszawa  |
| 9.      | Gwardia Wrocław   |
| 10.     | Kolejarz Katowice |
| 11.     | Odra Wrocław      |
| 12.     | Częstochowianka   |

     spadek do II ligi